# Coupe de France de rugby à XIII 2000-2001
Navigation
Édition précédente Édition suivante
La Coupe de France de rugby à XIII 2001 est organisée durant la saison 2000-2001. La compétition à élimination directe met aux prises des clubs français. L'édition est remportée par l'Union Treiziste Catalane.

## Phase finale
|  | Huitièmes de finale               | Huitièmes de finale        | Huitièmes de finale           | Huitièmes de finale |                          |                          | Quarts de finale       | Quarts de finale       | Quarts de finale       | Quarts de finale       |  |  | Demi-finales               | Demi-finales               | Demi-finales               | Demi-finales               |  |  | Finale                                   | Finale                                   | Finale                                   | Finale                                   |
|  |                                   |                            |                               |                     |                          |                          |                        |                        |                        |                        |  |  |                            |                            |                            |                            |  |  |                                          |                                          |                                          |                                          |
|  | Le 28 janvier 2001                | Le 28 janvier 2001         | Le 28 janvier 2001            | Le 28 janvier 2001  |                          |                          | Le 11 mars 2001 à Foix | Le 11 mars 2001 à Foix | Le 11 mars 2001 à Foix | Le 11 mars 2001 à Foix |  |  | Le 8 avril 2001 à Lézignan | Le 8 avril 2001 à Lézignan | Le 8 avril 2001 à Lézignan | Le 8 avril 2001 à Lézignan |  |  | Parc des sports et de l'amitié, Narbonne | Parc des sports et de l'amitié, Narbonne | Parc des sports et de l'amitié, Narbonne | Parc des sports et de l'amitié, Narbonne |
|  | Union Treiziste Catalane          | Union Treiziste Catalane   | ?                             | ?                   |                          |                          | Le 11 mars 2001 à Foix | Le 11 mars 2001 à Foix | Le 11 mars 2001 à Foix | Le 11 mars 2001 à Foix |  |  | Le 8 avril 2001 à Lézignan | Le 8 avril 2001 à Lézignan | Le 8 avril 2001 à Lézignan | Le 8 avril 2001 à Lézignan |  |  | Parc des sports et de l'amitié, Narbonne | Parc des sports et de l'amitié, Narbonne | Parc des sports et de l'amitié, Narbonne | Parc des sports et de l'amitié, Narbonne |
|  | Union Treiziste Catalane          | Union Treiziste Catalane   | ?                             | ?                   |                          |                          | Le 11 mars 2001 à Foix | Le 11 mars 2001 à Foix | Le 11 mars 2001 à Foix | Le 11 mars 2001 à Foix |  |  | Le 8 avril 2001 à Lézignan | Le 8 avril 2001 à Lézignan | Le 8 avril 2001 à Lézignan | Le 8 avril 2001 à Lézignan |  |  | Parc des sports et de l'amitié, Narbonne | Parc des sports et de l'amitié, Narbonne | Parc des sports et de l'amitié, Narbonne | Parc des sports et de l'amitié, Narbonne |
|  | Carcassonne                       | Carcassonne                | ?                             | ?                   |                          |                          | Le 11 mars 2001 à Foix | Le 11 mars 2001 à Foix | Le 11 mars 2001 à Foix | Le 11 mars 2001 à Foix |  |  | Le 8 avril 2001 à Lézignan | Le 8 avril 2001 à Lézignan | Le 8 avril 2001 à Lézignan | Le 8 avril 2001 à Lézignan |  |  | Parc des sports et de l'amitié, Narbonne | Parc des sports et de l'amitié, Narbonne | Parc des sports et de l'amitié, Narbonne | Parc des sports et de l'amitié, Narbonne |
|  | Carcassonne                       | Carcassonne                | ?                             | ?                   | Union Treiziste Catalane | Union Treiziste Catalane | 40 a.p.                | 40 a.p.                |                        |                        |  |  | Le 8 avril 2001 à Lézignan | Le 8 avril 2001 à Lézignan | Le 8 avril 2001 à Lézignan | Le 8 avril 2001 à Lézignan |  |  | Parc des sports et de l'amitié, Narbonne | Parc des sports et de l'amitié, Narbonne | Parc des sports et de l'amitié, Narbonne | Parc des sports et de l'amitié, Narbonne |
|  | Le 28 janvier 2001                |                            |                               |                     | Union Treiziste Catalane | Union Treiziste Catalane | 40 a.p.                | 40 a.p.                |                        |                        |  |  | Le 8 avril 2001 à Lézignan | Le 8 avril 2001 à Lézignan | Le 8 avril 2001 à Lézignan | Le 8 avril 2001 à Lézignan |  |  | Parc des sports et de l'amitié, Narbonne | Parc des sports et de l'amitié, Narbonne | Parc des sports et de l'amitié, Narbonne | Parc des sports et de l'amitié, Narbonne |
|  |                                   |                            | Saint-Gaudens                 | Saint-Gaudens       | 28                       | 28                       |                        |                        |                        |                        |  |  | Le 8 avril 2001 à Lézignan | Le 8 avril 2001 à Lézignan | Le 8 avril 2001 à Lézignan | Le 8 avril 2001 à Lézignan |  |  | Parc des sports et de l'amitié, Narbonne | Parc des sports et de l'amitié, Narbonne | Parc des sports et de l'amitié, Narbonne | Parc des sports et de l'amitié, Narbonne |
|  | Saint-Gaudens                     | Saint-Gaudens              | Saint-Gaudens                 | Saint-Gaudens       | 28                       | 28                       | ?                      | ?                      |                        |                        |  |  | Le 8 avril 2001 à Lézignan | Le 8 avril 2001 à Lézignan | Le 8 avril 2001 à Lézignan | Le 8 avril 2001 à Lézignan |  |  | Parc des sports et de l'amitié, Narbonne | Parc des sports et de l'amitié, Narbonne | Parc des sports et de l'amitié, Narbonne | Parc des sports et de l'amitié, Narbonne |
|  | Saint-Gaudens                     | Saint-Gaudens              | Le 10 mars 2001 à Limoux      |                     |                          |                          | ?                      | ?                      |                        |                        |  |  | Le 8 avril 2001 à Lézignan | Le 8 avril 2001 à Lézignan | Le 8 avril 2001 à Lézignan | Le 8 avril 2001 à Lézignan |  |  | Parc des sports et de l'amitié, Narbonne | Parc des sports et de l'amitié, Narbonne | Parc des sports et de l'amitié, Narbonne | Parc des sports et de l'amitié, Narbonne |
|  | Lézignan                          | Lézignan                   | ?                             | ?                   |                          |                          |                        |                        |                        |                        |  |  | Le 8 avril 2001 à Lézignan | Le 8 avril 2001 à Lézignan | Le 8 avril 2001 à Lézignan | Le 8 avril 2001 à Lézignan |  |  | Parc des sports et de l'amitié, Narbonne | Parc des sports et de l'amitié, Narbonne | Parc des sports et de l'amitié, Narbonne | Parc des sports et de l'amitié, Narbonne |
|  | Lézignan                          | Lézignan                   | ?                             | ?                   | Union Treiziste Catalane | Union Treiziste Catalane | 29                     | 29                     |                        |                        |  |  |                            |                            |                            |                            |  |  | Parc des sports et de l'amitié, Narbonne | Parc des sports et de l'amitié, Narbonne | Parc des sports et de l'amitié, Narbonne | Parc des sports et de l'amitié, Narbonne |
|  | Le 4 février 2001                 |                            |                               |                     | Union Treiziste Catalane | Union Treiziste Catalane | 29                     | 29                     |                        |                        |  |  |                            |                            |                            |                            |  |  | Parc des sports et de l'amitié, Narbonne | Parc des sports et de l'amitié, Narbonne | Parc des sports et de l'amitié, Narbonne | Parc des sports et de l'amitié, Narbonne |
|  |                                   |                            | Toulouse                      | Toulouse            | 12                       | 12                       |                        |                        |                        |                        |  |  |                            |                            |                            |                            |  |  | Parc des sports et de l'amitié, Narbonne | Parc des sports et de l'amitié, Narbonne | Parc des sports et de l'amitié, Narbonne | Parc des sports et de l'amitié, Narbonne |
|  | Toulouse                          | Toulouse                   | Toulouse                      | Toulouse            | 12                       | 12                       | ?                      | ?                      |                        |                        |  |  |                            |                            |                            |                            |  |  | Parc des sports et de l'amitié, Narbonne | Parc des sports et de l'amitié, Narbonne | Parc des sports et de l'amitié, Narbonne | Parc des sports et de l'amitié, Narbonne |
|  | Toulouse                          | Toulouse                   | Le 8 avril 2001 à Montpellier |                     |                          |                          | ?                      | ?                      |                        |                        |  |  |                            |                            |                            |                            |  |  | Parc des sports et de l'amitié, Narbonne | Parc des sports et de l'amitié, Narbonne | Parc des sports et de l'amitié, Narbonne | Parc des sports et de l'amitié, Narbonne |
|  | Avignon                           | Avignon                    | ?                             | ?                   |                          |                          |                        |                        |                        |                        |  |  |                            |                            |                            |                            |  |  | Parc des sports et de l'amitié, Narbonne | Parc des sports et de l'amitié, Narbonne | Parc des sports et de l'amitié, Narbonne | Parc des sports et de l'amitié, Narbonne |
|  | Avignon                           | Avignon                    | ?                             | ?                   | Toulouse                 | Toulouse                 | 24                     | 24                     |                        |                        |  |  |                            |                            |                            |                            |  |  | Parc des sports et de l'amitié, Narbonne | Parc des sports et de l'amitié, Narbonne | Parc des sports et de l'amitié, Narbonne | Parc des sports et de l'amitié, Narbonne |
|  | Le 28 janvier 2001                |                            |                               |                     | Toulouse                 | Toulouse                 | 24                     | 24                     |                        |                        |  |  |                            |                            |                            |                            |  |  | Parc des sports et de l'amitié, Narbonne | Parc des sports et de l'amitié, Narbonne | Parc des sports et de l'amitié, Narbonne | Parc des sports et de l'amitié, Narbonne |
|  |                                   |                            | Pia                           | Pia                 | 16                       | 16                       |                        |                        |                        |                        |  |  |                            |                            |                            |                            |  |  | Parc des sports et de l'amitié, Narbonne | Parc des sports et de l'amitié, Narbonne | Parc des sports et de l'amitié, Narbonne | Parc des sports et de l'amitié, Narbonne |
|  | Pia                               | Pia                        | Pia                           | Pia                 | 16                       | 16                       | ?                      | ?                      |                        |                        |  |  |                            |                            |                            |                            |  |  | Parc des sports et de l'amitié, Narbonne | Parc des sports et de l'amitié, Narbonne | Parc des sports et de l'amitié, Narbonne | Parc des sports et de l'amitié, Narbonne |
|  | Pia                               | Pia                        | Le 11 mars 2001 à Lézignan    |                     |                          |                          | ?                      | ?                      |                        |                        |  |  |                            |                            |                            |                            |  |  | Parc des sports et de l'amitié, Narbonne | Parc des sports et de l'amitié, Narbonne | Parc des sports et de l'amitié, Narbonne | Parc des sports et de l'amitié, Narbonne |
|  | Union Treiziste Catalane 2        | Union Treiziste Catalane 2 | ?                             | ?                   |                          |                          |                        |                        |                        |                        |  |  |                            |                            |                            |                            |  |  | Parc des sports et de l'amitié, Narbonne | Parc des sports et de l'amitié, Narbonne | Parc des sports et de l'amitié, Narbonne | Parc des sports et de l'amitié, Narbonne |
|  | Union Treiziste Catalane 2        | Union Treiziste Catalane 2 | ?                             | ?                   | Union Treiziste Catalane | Union Treiziste Catalane | 38                     | 38                     |                        |                        |  |  |                            |                            |                            |                            |  |  |                                          |                                          |                                          |                                          |
|  | Le 28 janvier 2001                |                            |                               |                     | Union Treiziste Catalane | Union Treiziste Catalane | 38                     | 38                     |                        |                        |  |  |                            |                            |                            |                            |  |  |                                          |                                          |                                          |                                          |
|  |                                   |                            | Limoux                        | Limoux              | 17                       | 17                       |                        |                        |                        |                        |  |  |                            |                            |                            |                            |  |  |                                          |                                          |                                          |                                          |
|  | Limoux                            | Limoux                     | Limoux                        | Limoux              | 17                       | 17                       | ?                      | ?                      |                        |                        |  |  |                            |                            |                            |                            |  |  |                                          |                                          |                                          |                                          |
|  | Limoux                            | Limoux                     |                               |                     |                          |                          |                        | ?                      |                        |                        |  |  |                            |                            |                            |                            |  |  |                                          |                                          |                                          |                                          |
|  | Albi                              | Albi                       | ?                             | ?                   |                          |                          |                        |                        |                        |                        |  |  |                            |                            |                            |                            |  |  |                                          |                                          |                                          |                                          |
|  | Albi                              | Albi                       | ?                             | ?                   | Limoux                   | Limoux                   | 30                     | 30                     |                        |                        |  |  |                            |                            |                            |                            |  |  |                                          |                                          |                                          |                                          |
|  | Le 28 janvier 2001 à Villeurbanne |                            |                               |                     | Limoux                   | Limoux                   | 30                     | 30                     |                        |                        |  |  |                            |                            |                            |                            |  |  |                                          |                                          |                                          |                                          |
|  |                                   |                            | Saint-Cyprien                 | Saint-Cyprien       | 12                       | 12                       |                        |                        |                        |                        |  |  |                            |                            |                            |                            |  |  |                                          |                                          |                                          |                                          |
|  | Saint-Cyprien                     | Saint-Cyprien              | Saint-Cyprien                 | Saint-Cyprien       | 12                       | 12                       | 39                     | 39                     |                        |                        |  |  |                            |                            |                            |                            |  |  |                                          |                                          |                                          |                                          |
|  | Saint-Cyprien                     | Saint-Cyprien              | Le 10 mars 2001 à Pia         |                     |                          |                          | 39                     | 39                     |                        |                        |  |  |                            |                            |                            |                            |  |  |                                          |                                          |                                          |                                          |
|  | Lyon-Villeurbanne                 | Lyon-Villeurbanne          | 6                             | 6                   |                          |                          |                        |                        |                        |                        |  |  |                            |                            |                            |                            |  |  |                                          |                                          |                                          |                                          |
|  | Lyon-Villeurbanne                 | Lyon-Villeurbanne          | 6                             | 6                   | Limoux                   | Limoux                   | 26                     | 26                     |                        |                        |  |  |                            |                            |                            |                            |  |  |                                          |                                          |                                          |                                          |
|  | Le 4 février 2001                 |                            |                               |                     | Limoux                   | Limoux                   | 26                     | 26                     |                        |                        |  |  |                            |                            |                            |                            |  |  |                                          |                                          |                                          |                                          |
|  |                                   |                            | Carpentras                    | Carpentras          | 12                       | 12                       |                        |                        |                        |                        |  |  |                            |                            |                            |                            |  |  |                                          |                                          |                                          |                                          |
|  | Carpentras                        | Carpentras                 | Carpentras                    | Carpentras          | 12                       | 12                       | ?                      | ?                      |                        |                        |  |  |                            |                            |                            |                            |  |  |                                          |                                          |                                          |                                          |
|  | Carpentras                        | Carpentras                 |                               |                     |                          |                          |                        | ?                      |                        |                        |  |  |                            |                            |                            |                            |  |  |                                          |                                          |                                          |                                          |
|  | Villeneuve-sur-Lot                | Villeneuve-sur-Lot         | ?                             | ?                   |                          |                          |                        |                        |                        |                        |  |  |                            |                            |                            |                            |  |  |                                          |                                          |                                          |                                          |
|  | Villeneuve-sur-Lot                | Villeneuve-sur-Lot         | ?                             | ?                   | Carpentras               | Carpentras               | 24                     | 24                     |                        |                        |  |  |                            |                            |                            |                            |  |  |                                          |                                          |                                          |                                          |
|  | Le 28 janvier 2001                |                            |                               |                     | Carpentras               | Carpentras               | 24                     | 24                     |                        |                        |  |  |                            |                            |                            |                            |  |  |                                          |                                          |                                          |                                          |
|  |                                   |                            | Villefranche                  | Villefranche        | 10                       | 10                       |                        |                        |                        |                        |  |  |                            |                            |                            |                            |  |  |                                          |                                          |                                          |                                          |
|  | Villefranche                      | Villefranche               | Villefranche                  | Villefranche        | 10                       | 10                       | ?                      | ?                      |                        |                        |  |  |                            |                            |                            |                            |  |  |                                          |                                          |                                          |                                          |
|  | Villefranche                      | Villefranche               |                               |                     |                          |                          |                        | ?                      |                        |                        |  |  |                            |                            |                            |                            |  |  |                                          |                                          |                                          |                                          |
|  | La Réole                          | La Réole                   | ?                             | ?                   |                          |                          |                        |                        |                        |                        |  |  |                            |                            |                            |                            |  |  |                                          |                                          |                                          |                                          |
|  | La Réole                          | La Réole                   | ?                             | ?                   |                          |                          |                        |                        |                        |                        |  |  |                            |                            |                            |                            |  |  |                                          |                                          |                                          |                                          |
|  |                                   |                            |                               |                     |                          |                          |                        |                        |                        |                        |  |  |                            |                            |                            |                            |  |  |                                          |                                          |                                          |                                          |

- a.p. = après prolongations.

## Finale - 2001
(mt : 12 - 7)
Points marqués :
- Union Treiziste Catalane : 6 essais de Berthezène (7e), Tallec (15e), Lopez (43e et 58e), Grésèque (50e et 73e) ; 5 transformations de Grésèque (7e, 43e, 50e et 58e) et Gomez  (73e) ; 2 pénalités de Grésèque (39e et 52e).
- Limoux : 2 essai de Kailea (62e) et Cénet (77e) ; 1 transformation de Jalibert (62e) ; 3 pénalités de Jalibert (10e, 32e et 37e) ; 1 drop de Piccolo(29e).

Évolution du score : 6-0, 6-2, 10-2, 10-3, 10-5, 10-7, 12-7 (m.t.), 18-7, 24-7, 26-7, 32-7, 32-13, 38-13, 38-17
Arbitre : M. Thierry Alibert
Spectateurs : 8 000
Composition des équipes :
- Union Treiziste Catalane : Patrice Gomez - Florent Lopez, Ashley Rhodes, Aaron Smith, Bruno Verges - Maxime Grésèque (o), Todd Brown (m) - Didier Cabestany, David Berthezène, Jamie Peters, Pascal Jampy, Gael Tallec, Aurélien Cologni - Sylvain Houles, Laurent Garnier, Gilles Mendez, Ludovic Pena  - Entraîneur : Marc Guasch
- Limoux : Duane Bundock - David Cénet, Christophe Rossel, Cédric Jalibert, Patrick Costes - Nicolas Piccolo (o), Mickaël Murcia (m) - Philippe Laurent, Olivier Rougé, Frédéric Teixido, Jacques Pech, Palea Kailea, John Vaigafa - Jérôme Laffont, Pierre Jammes, Christophe Puso, Michaël Cousseau - Entraîneur : Jean-Luc Delarose